# 大泽米素
大泽米素，又译大泽明素，化学名甲基氧化偶氮甲醇樱草糖苷，是一种有毒含氮樱草糖苷（β-D-木糖葡萄糖苷），化学式C13H24N2O11，可见于澳洲蘇鐵、苏铁、南非大凤尾蕉和多刺双子铁等泽米科铁树、土茯苓等物种。它是中药短柱肖菝葜的成分之一。有强致癌性，能引起豚鼠神经中毒。